# Liste der Bischöfe der Evangelisch-Lutherischen Kirche Lettlands
Diese Liste führt die geistlichen Leiter der Evangelisch-Lutherischen Kirche Lettlands und der Lettischen Evangelisch-Lutherischen Kirche weltweit auf.

## Bischöfe der Evangelisch-Lutherischen Kirche Lettlands bis 1932
- Kārlis Irbe (1922–1932), Bischof der lettischsprachigen Gemeinden
- Peter Harald Poelchau (1922–1932), Bischof der deutschsprachigen Gemeinden

## Erzbischöfe der Evangelisch-Lutherischen Kirche Lettlands
- Teodors Grīnbergs (1932–1944)
- Gustavs Tūrs (1948–1968)
- Pēteris Kleperis (gewählt, kurz darauf verstorben, daher nicht geweiht)
- Alberts Freijs (gewählt, kurz darauf verstorben, daher nicht geweiht)
- Jānis Matulis (1969–1983)
- Ēriks Mesters (1983–1989)
- Kārlis Gailītis (1989–1992)
- Jānis Vanags (seit 1993–2025)
- Rinalds Grants (seit 2025)[1]

## Weitere Bischöfe der Evangelisch-Lutherischen Kirche Lettlands seit 2007

### Diözese Daugavpils
- Einārs Alpe (seit 2007)

### Diözese Liepāja
- Pāvils Brūvers (2007–2016)
- Hanss Martins Jensons (seit 2016)

## Erzbischöfe/Erzbischöfinnen der Lettischen Evangelisch-Lutherischen Kirche weltweit
- Teodors Grīnbergs (1954–1962)
- Kārlis Kundziņš (1962–1966)
- Arnolds Lūsis (1967–1993)
- Elmārs Ernsts Rozītis (1994–2015)
- Lauma Zušēvica (seit 2015)